# Athyrma rhynchophora
Athyrma rhynchophora är en fjärilsart som beskrevs av Louis Beethoven Prout 1924. Athyrma rhynchophora ingår i släktet Athyrma och familjen nattflyn. Inga underarter finns listade i Catalogue of Life.